# Вергопуло Юрій Георгійович
Юрій Георгійович Вергопуло (18 березня 1947 , Москва  — 7 липня 2022 , Москва ) — радянський футболіст, що грав на позиції правого півзахисника. По завершенні кар'єри — суддя всесоюзної категорії, інспектор вищої ліги з футболу СРСР та Росії.

## Кар'єра
Вихованець групи підготовки при команді «Динамо» (Москва). У 1965—1966 роках провів 25 матчів в першості дублерів вищої ліги, але за першу команду так і не дебютував.
Надалі виступав в першій лізі СРСР за «Динамо» (Ставрополь), в першій і другій лігах за «Волгу» (Калінін), та у другій лізі за «Шахтар» (Кадіївка) і «Спартак» (Рязань).
По завершенні кар'єри гравця займався суддівством з 1976 року. З 1981 року судив матчі команд майстрів. У 1989 році Вергопуло було присвоєно всесоюзна суддівська категорія. У вищій лізі СРСР працював головним суддею на одному матчі — 14 травня 1989 року між «Араратом» і «Динамо» (Тбілісі). У вищій лізі Росії в 1994—1995 роках працював на 25 матчах.